# كفرية (نبات)
كَفْريَّة (الاسم العلمي: Kaempferia)، جنس نباتات جذمورية دوفصية من فصيلة الزنجبيلية. موطنها الأصلي الصين والهند وجنوب شرق آسيا.
سُمي الجنس على اسم عالم الطبيعة والرحال إنغلبرت كمبفر، الذي عاش في اليابان وشرق آسيا خلال الأعوام 1689-1693 وكان من أوائل الأوروبيين الذين كتبوا أوصافًا تفصيلية للنباتات هناك.

## الأنواع
أُقترح أكثر من 100 اسم في الجنس. المقبولات ما يلي:
- Kaempferia alboviolacea Ridl. - فيتنام
- Kaempferia angustifolia Roscoe - بنغلاديش، آسام، فيتنام، تايلاند، سومطرة
- Kaempferia attapeuensis Picheans. & Koonterm - لاوس
- Kaempferia champasakensis Picheans. & Koonterm - لاوس
- Kaempferia chayanii Koonterm - لاوس
- Kaempferia cuneata Gagnep. - فيتنام
- Kaempferia elegans (Wall.) Baker in J.D.Hooker - سيتشوان والهند الصينية وبورنيو
- Kaempferia evansii Blatt. - جنوب الهند
- Kaempferia fallax Gagnep. - لاوس، تايلاند
- Kaempferia filifolia K.Larsen - تايلاند
- Kaempferia fissa Gagnep. - لاوس
- Kaempferia galanga L. - يونان، آسام، بنغلاديش، الهند، الهند الصينية
- Kaempferia gigantiphylla Picheans. & Koonterm - لاوس
- Kaempferia gilbertii W.Bull - بورما
- Kaempferia glauca Ridl. - تايلاند
- Kaempferia grandifolia Saensouk & Jenjitt. - تايلاند
- Kaempferia harmandiana Gagnep. -لاوس، كمبوديا
- Kaempferia jenjittikuliae Noppornch. - Thailand[8]
- Kaempferia koratensis Picheans. - تايلاند
- Kaempferia laotica Gagnep. - تايلاند، لاوس
- Kaempferia larsenii Sirirugsa - تايلاند
- Kaempferia lopburiensis Picheans. - تايلاند
- Kaempferia maculifolia Boonma & Saensouk -تايلاند[9]
- Kaempferia mahasarakhamensis Saensouk & P. Saensouk - تايلاند[10]
- Kaempferia nigrifolia Boonma & Saensouk - تايلاند
- Kaempferia ovalifolia Roxb. - بورما
- Kaempferia parviflora Wall. ex Baker in J.D.Hooker - بنغلاديش، بورما، تايلاند، كمبوديا
- Kaempferia philippinensis Merr. - لوزون
- Kampferia pseudoparviflora Saensouk and Saensouk - تايلاند[بحاجة لمصدر]
- Kaempferia purpurea J.Koenig in A.J.Retzius - بوكيت
- Kaempferia roscoeana Wall. - بورما، تايلاند
- كايمبفيريا روتوندا L. - الصين (قوانغدونغ، قوانغشي، هاينان، تايوان، يونان)، الهند، نيبال، آسام ، بنغلاديش ، الهند الصينية ؛ مُجنس في جاوة وماليزيا وكوستاريكا
- Kaempferia saraburiensis Picheans. - تايلاند
- Kaempferia sawanensis Picheans. & Koonterm - لاوس
- Kaempferia siamensis Sirirugsa - تايلاند
- Kaempferia simaoensis Y.Y.Qian - يونّان
- Kaempferia sisaketensis Picheans. & Koonterm - تايلاند
- Kaempferia spoliata Sirirugsa - تايلاند
- Kaempferia takensis Boonma & Saensouk - تايلاند[9]
- Kaempferia undulata Teijsm. & Binn. - جاوة